# Seznam starostů České Lípy
Toto je seznam starostů města Česká Lípa (včetně jiných nejvyšších představitelů tohoto města v jiných historických obdobích, jako předsedové MNV a MěNV).

## Seznam starostů České Lípy v letech 1848–1919
- Michael Sommer (1848–1850)
- Josef Scheiner (1850–1858)
- Anton Zinke (1858–1867)
- JUDr. Josef Schönfeld (1867–1883)
- Adolf Knötgen (1883–1884)
- Josef Kutzer (1884–1885)
- Ferdinand Bartel (1885–1895)

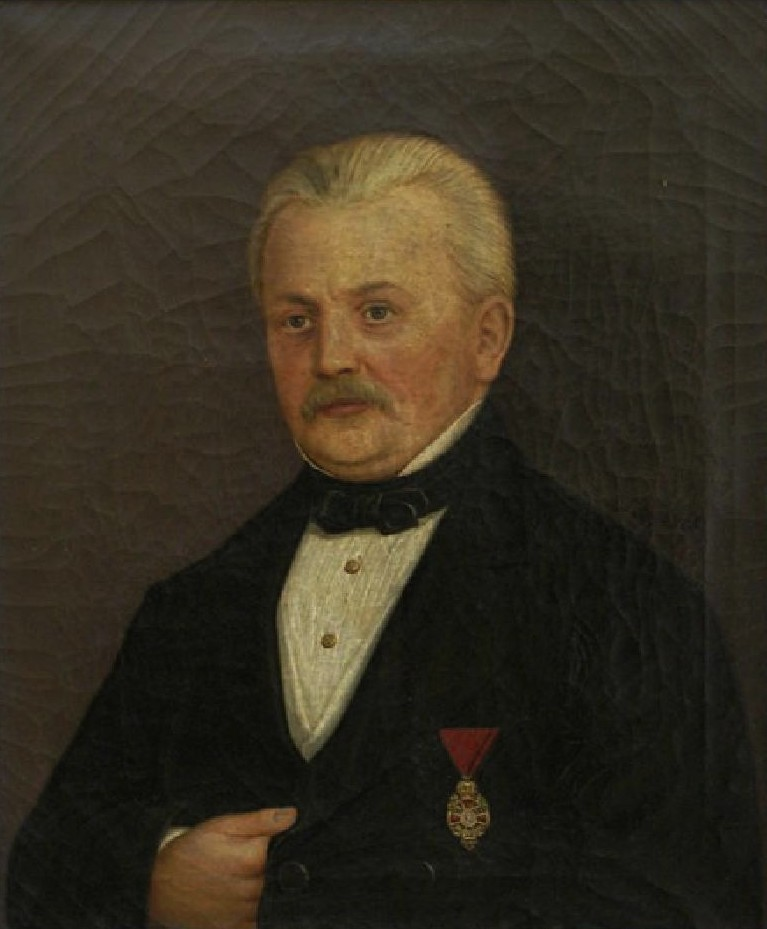
Eduard Steffen: portrét JUDra. Josefa Schönfelda

- Friedrich Bredschneider (1895–1915)
- Emil Rotsch (1915–1919)

## Seznam starostů České Lípy v letech 1919–1945
- Adolf Knöchel (1919–1923)
- Emil Rotsch (1923–1931)
- Wenzel L. Wiesner (1931–1938)
- Josef Thurner (1938–1942)
- Alfred Zippe (1942–1945)

## Seznam předsedů MNV a MěNV České Lípy v letech 1945–1990
- Josef Ládr (1945–1946), KSČ
- František Ludvík (1946–1947)
- Květoslav Zmrhal (1947–1949)
- Ludvík Dluhoš (1949–1952)
- Alois Apltauer (1952–1953)
- Marie Boháčková (1954–1960)
- Václav Ješeta (1960–1963)
- Ladislav Brada (1963–1964)
- Josef Lukášek (1964–1967)
- Václav Ješeta (1967–1970)
- Ladislav Brada (1970–1974)
- Ladislav Vlček  (1974–1982)
- Jaroslav Kurtinec (1982–1986)
- František Dvořák (1986–1990)
- Jaromír Štrumfa (1990)

## Seznam starostů České Lípy po roce 1990
- Zdeněk Pokorný (1990–1997)
- Jiří Pazourek (1997–1998)
- Petr Skokan (1998–2005), ODS
- Hana Moudrá (2005–2014), ODS
- Romana Žatecká (2014–2018), ČSSD[1]
- Jitka Volfová (2018–?), ANO[2]